# Aarne Arvonen
Aarne Armas "Arska" Arvonen (Helsinki, 4 augustus 1897 – Järvenpää, 1 januari 2009) was met zijn 111-jarige leeftijd de oudste mens van Finland en de op twee na oudste man van Europa, na de 112-jarige Portugees Augusta Moreira de Oliveira en de 113-jarige Brit Henry Allingham. Arvonen was ook een van de tien oudste mannen van de wereld.

## Biografie
Arvonen werd geboren in Helsinki, de hoofdstad van Finland. Toen hij 20 jaar was, vocht hij mee in de Finse Burgeroorlog van 1918 waar hij de laatste overlevende van was. Hij streed mee aan de zijde van de door de Sovjet-Unie gesteunde Rode Garde.
Samen met zijn vrouw Sylvi Emilia Salonen, die in 1938 stierf, kreeg hij 2 dochters: Irma en Paula. Na het overlijden van zijn vrouw verhuisde hij naar Järvenpää waar hij tot 2005 in een huis woonde dat hij zelf had gebouwd. Daarna verhuisde hij naar het plaatselijke verpleegtehuis waar hij tot zijn dood woonde. Tegen zijn dood was hij bijna blind en gebruikte hij een gehoorapparaat.